# 劉遂清
刘遂清（？—946年），字得一，五代十国后梁、后唐、后晋官员，青州北海（今山东省潍坊市）人，后梁开封尹劉鄩的侄子。
刘遂清父亲刘琪，以鸿胪卿致仕。刘遂清年轻时敏惠，在后梁为保銮军使，历任内诸司使，唐庄宗入汴京，不改其职。唐明宗即位，加检校尚书仆射，委任为西都监守。一年后，因定州王都不臣，刘遂清担任易州刺史，控制要冲，因其有御敌之略，境内得安。平定王都后，加检校司空，担任棣州刺史。天成、长兴年间，历任淄州、兴州、登州，都有政绩。他性情至孝，为父居丧哀伤过度，被乡里称道。在淄州时，自北海迎其母前来，其母至淄州境，刘遂清跑到路侧，牵着马走了数十里。潞王李从珂在凤翔起兵，召兴州刺史刘遂清，刘遂清迟疑不至。听说刘遂清入洛阳，于是召集三泉、西县、金牛、桑林等地戍兵，归附李从珂，自散关以南，城镇全部放弃，都被后蜀占有。刘遂清入朝，李从珂想要治罪，以其能归顺自己，于是赦免，让他取代刘遂雍为西京副留守。天福二年（937年），授凤州防御使，加检校司徒，为母丁忧，起复，担任内客省使、右监门卫大将军。天福六年（941年），石敬瑭至邺都，他转任宣徽北院使兼判三司，加检校太保。刘遂清不读书，但计谋多端，判三司日，每发给百官俸料，与判官商议：“这些人并非尽有才能，多世禄之家，应该淘汰其污而保留其清。”有人说：“昔日唐朝浑、郭、颜、段之家，每次一赦令发出，就有一个孩子做官，已经是常制，朝廷让功臣后代继承爵禄，是国家美谈，未有因月薪而想要淘汰官员的，恐怕不妥当。”天福七年（942年），晋出帝嗣位，加右领军卫上将军，赐竭诚翊戴保节功臣。天福八年（943年），出领郑州，加检校太傅。开运二年（945年），担任安州防御使。不久，以病上表，回至上蔡，开运三年（946年）四月，在驿馆去世。